# Maleise alcippe
De Maleise alcippe (Alcippe peracensis) is een zangvogel uit de familie Alcippeidae.

## Verspreiding en leefgebied
Deze soort komt voor van Malakka tot Vietnam en telt twee ondersoorten:
- A. p. annamensis: zuidelijk Laos en zuidelijk Vietnam.
- A. p. peracensis: zuidelijk Malakka.

## Status
De grootte van de populatie is niet gekwantificeerd maar de soort wordt omschreven als algemeen tot zeer algemeen (met name in Laos). Op de Rode lijst van de IUCN heeft deze soort de status niet bedreigd.